# Burton (Ohio)
Burton ist ein Village in Geauga County, Ohio, Vereinigte Staaten. Das U.S. Census Bureau hat bei der Volkszählung 2020 eine Einwohnerzahl von 1407 ermittelt.

## Geographie und Verkehr
Burton liegt im Nordosten von Ohio.
Burton wird von der Ohio State Route 87 durchschnitten, die um den Hauptplatz führt.
Die Ohio State Route 700 und die Ohio State Route 168 münden am südlichen Rand des Platzes in die Ohio State Route 87 ein.

## Geschichte
Burton wurde 1798 gegründet und ist die älteste Siedlung des Geauga Countys. Wie viele andere Siedlungen in der Connecticut Western Reserve, besitzt Burton einen Dorfplatz, der nach dem Vorbild der Gründungen in den Neuengland-Staaten geplant wurde.
Heute ist dieser Platz ein Verkehrsknotenpunkt und Zentrum der Gemeinde.

## Bildung
Der Berkshire Local School District ist für Burton und die benachbarten Townships zuständig. Diese sind das Burton Township, das Troy Township und das Claridon Township. Die einzige Highschool des Schulbezirks, die Berkshire High School, liegt am nördlichen Rand des Hauptplatzes von Burton. Eine Elementary School liegt ebenfalls im Gemeindegebiet von Burton, die zweite des Schulbezirks im Troy Township. Die Grundschule im Claridon Township wurde im Jahr 2005 geschlossen. Auch die Troy Elementary School wurde bereits verkauft, dient aber noch als Schulgebäude.
Das Burton Public Library, eine öffentliche Bibliothek, wurde im Jahre 1910 gegründet und befindet sich in einem renovierten Schulhaus aus dem Jahre 1884.